# Bujanowo (rejon krasninski)
Bujanowo (ros. Буяново) – wieś (ros. деревня, trb. dieriewnia) w zachodniej Rosji, w osiedlu miejskim Krasninskoje rejonu krasninskiego w obwodzie smoleńskim.

## Geografia
Miejscowość położona jest nad rzeką Swinaja, 5,5 km od centrum administracyjnego osiedla miejskiego i całego rejonu (Krasnyj), 50,5 km od Smoleńska, 23,5 km od najbliższego przystanku kolejowego (468 km).
W granicach miejscowości znajdują się ulice: Cwietocznaja, Winogradnaja.

## Demografia
W 2010 r. miejscowość zamieszkiwało 8 osób.

## Osobliwości
- Grodiszcze (VIII w. p.n.e.) położone 0,7 km na południowy wschód od wsi, na prawym brzegu Swinai[5].